# Tom Fraser
Thomas „Tom“ Fraser PC (* 18. Februar 1911; † 21. November 1988) war ein britischer Politiker der Labour Party, der zwischen 1943 und 1967 Mitglied des House of Commons war und von 1964 bis 1965 das Amt des Transportministers bekleidete.

## Leben
Fraser wurde nach dem Tode von Duncan Macgregor Graham bei einer Nachwahl (By-election) am 29. Januar 1943 als Kandidat der Labour Party erstmals zum Mitglied des House of Commons gewählt und vertrat in diesem bis zum 30. September 1967 den Wahlkreis Hamilton. 1944 fungierte er kurzzeitig als Parlamentarischer Privatsekretär eines Ministers.
Nach dem Sieg der Labour Party bei den Unterhauswahlen am 5. Juli 1945 wurde Fraser von Premierminister Clement Attlee zum Parlamentarischen Unterstaatssekretär im Schottlandministerium (Parliamentary Under-Secretary of State for Scotland) ernannt und bekleidete dieses Amt bis zum Ende von Attlees Amtszeit am 26. Oktober 1951. Gemeinsam mit dem weiteren Parlamentarischen Unterstaatssekretär George Buchanan beziehungsweise ab 1947 John Robertson sowie ab 1950 Peggy Herbison war er damit einer der engsten Mitarbeiter der damaligen Schottlandminister Joseph Westwood, Arthur Woodburn und zuletzt Hector McNeil.
Premierminister Harold Wilson ernannte Fraser nach dem Sieg der Labour Party bei den Unterhauswahlen am 15. Oktober 1965 zum Transportminister (Minister of Transport) in dessen Kabinett. In diesem Ministeramt verblieb er bis zu einer Kabinettsumbildung am 23. Dezember 1965 und wurde dann durch Barbara Castle abgelöst. In seine Amtszeit als Verkehrsminister fielen drastische Rationalisierungsmaßnahmen beim Eisenbahnunternehmen British Railways, die nach dem damaligen Vorstandsvorsitzenden des Unternehmens Richard Beeching auch Beeching-Axt genannt wurden. Darüber hinaus kam es Ende 1965 zur Einführung einer Geschwindigkeitsbegrenzung von 70 Meilen pro Stunde auf Autobahnen im Vereinigten Königreich. Zu seinen engster Mitarbeitern als Transportminister gehörten der Parlamentarische Sekretär im Transportministerium George Lindgren sowie sein Parlamentarischer Privatsekretär Reg Freeson.
Am 30. September 1967 legte Fraser schließlich sein Unterhausmandat nieder, um Vorstandsvorsitzender des Energieversorgungsunternehmens NoSHEB (North of Scotland Hydro-Electric Board) zu werden. Bei der dadurch notwendig gewordenen Nachwahl im Wahlkreis Hamilton am 2. November 1967 wurde daraufhin Winnie Ewing von Scottish National Party (SNP) zu seiner Nachfolgerin als Unterhausabgeordnete gewählt. Sie war damit nach Robert McIntyre erst die zweite Politikerin der SNP, der es gelang ein Direktmandat im House of Commons zu erlangen.